# Twente Cup
De Twente Cup is sinds 25 april 1929 een jaarlijkse golfwedstrijd voor golfprofessionals. De wedstrijd wordt gespeeld op de Twentsche Golfclub.
In de loop der jaren is dit een van de belangrijkste wedstrijden voor de pro's geworden. Tegenwoordig wordt het seizoen met dit toernooi afgesloten, en hierna staat vast wie de Order of Merit gewonnen heeft.

## Geschiedenis
De trofee werd in 1929 aangeboden door de Harlequin Ball & Sports Co.Ltd. uit Londen en werd daarom de Harlequin Cup genoemd. Het bedrijf stelde ieder jaar een replica voor de winnaar ter beschikking. Pas als een deelnemer de Cup voor de 5de keer won, mocht hij de originele beker behouden. Als de winnaar met een Harlequin Grip Mesh-, Recess- of Super-bal had gespeeld, kreeg hij 10 pond van het bedrijf. Harlequin werd in Nederland vertegenwoordigd door Douglas Monk, die toen op de Hilversumsche Golf Club werkte en secretaris was van de NPGA.
Monk had gevraagd of The Netherlands Professional Championship op de Hilversumsche Golf Club mocht worden gespeeld. Het bestuur was bang dat de nieuwe baan daar nog niet geschikt voor was, maar was bereid het toernooi een jaar later te ontvangen. Gastheer van de eerste editie werd daarom de Twentsche Golfclub. Meteen in 1928 stelde de Twentsche Golfclub voor om het ieder jaar op haar baan te laten plaatsvinden. Het toernooi werd jarenlang Den Beker van Twenthe genoemd totdat in 1967 de naam veranderde in Twente Cup.
De eerste editie was op donderdag 25 april 1929. Er werden op die dag 36 holes gespeeld. Winnaar was Jos van Dijk van Golfclub de Pan. De tweede editie was op woensdag 23 april 1930 en werd wederom door Jos van Dijk gewonnen.
In de 20ste eeuw werd hij onder anderen elf keer gewonnen door Gerard de Wit. Joop Rühl won de Cup zes keer en Martien Groenendaal vijf keer. Viervoudig winnaar was Cees Cramer, professional op de Twentsche Golfclub.
In 2011 werd besloten de winnaar een wildcard te geven voor het volgende Dutch Open, dat kort na de Twente Cup gespeeld wordt.

## De baan
Het toernooi wordt altijd op de baan van de Twentsche Golfclub gespeeld. Dit was van 1929-1996 op de 9 holesbaan in Hengelo; in 1997 verhuisde de club naar landgoed Twickel, waar de club over een 18 holesbaan beschikt.

## Winnaars
| - 1929: Jos van Dijk - 1930: Jos van Dijk - 1931: Jos van Dijk - 1932: Dirk Oosterveer - 1933: Jos van Dijk - 1934: Jacob Oosterveer - 1935: Jacob Oosterveer - 1936: Jacob Oosterveer - 1937: Piet Witte - 1938: Douglas Monk - 1939: Piet Witte - 1940: Joop Rühl - 1941: Joop Rühl - 1942: Joop Rühl - 1943: Kees Cramer - 1944: Jan Cramer - 1945: niet gespeeld - 1946: Joop Rühl (68-66) - 1947: Gerard de Wit - 1948: Piet Witte - 1949: Kees Cramer - 1950: Joop Rühl - 1951: Gerard de Wit - 1952: Joop Rühl - 1953: Gerard de Wit - 1954: Gerard de Wit - 1955: Gerard de Wit - 1956: niet gespeeld - 1957: C. Pennington - 1958: Gerard de Wit - 1959: niet gespeeld - 1960: Kees Cramer | - 1961: Gerard de Wit - 1962: Gerard de Wit - 1963: Gerard de Wit - 1964: Gerard de Wit - 1965: Martin Roesink - 1966: Martin Roesink - 1967: Martin Roesink - 1968: Gerard de Wit - 1969: Martien Groenendaal - 1970: Kees Cramer - 1971: Jan Dorrestein - 1972: Bertus van Mook - 1973: Martien Groenendaal - 1974: Peter Ackerley - 1975: Colin Mackay - 1976: Bertus van Mook - 1977: Martien Groenendaal - 1978: Simon van de Berg - 1979: Bertus van Mook - 1980: Wim Stevens - 1981: Jan Dorrestein - 1982: Brian Gee - 1983: Martien Groenendaal - 1984: Martien Groenendaal - 1985: John Woof - 1986: Wilfred Lemmens (142) - 1987: Ruud Bos - 1988: Ruud Bos - 1989: Ruud Bos (134) - 1990: Brian Gee - 1991: John Woof - 1992: Brian Gee | - 1993: Mark Metgod - 1994: niet gespeeld - 1995: Ruben Wechgelaer - 1996: Mark Metgod - 1997: Alan Saddington - 1998: Joost Steenkamer - 1999: Allan McLean - 2000: Chris van der Velde - 2001: Niels Kraaij - 2002: Joost Steenkamer (-5) - 2003: Ruben Wechgelaer (-7) - 2004: Dajs Bos na play-off vs Wilfred Lemmens (-6) - 2005: Mark Reynolds (-6) - 2006: Niels Kraaij - 2007: Mark Reynolds (-10) - 2008: John Boerdonk na play-off vs. Allan McLean (-4) - 2009: Alain Ruiz Fonhof (-3) - 2010: Ben Collier (-8) - 2011: Inder van Weerelt (-10) - 2012: Richard Kind - 2013: Xavier Ruiz Fonhof (-8) - 2014: Inder van Weerelt (-10) - 2015: Ralph Miller (-9) - 2016: David van den Dungen na play-off vs Maarten Bosch en Richard Kind - 2017: Inder van Weerelt (-10) - 2018: Ralph Miller - 2019: Davey Porsius (-16, incl. baanrecord van 63) - 2020: Bernard Geelken - 2021: - 2022: Jan-Willem van Hoof (-5) - 2023: Sven Maurits (-13) |

Brian Gee kreeg in 1998 de Nederlandse nationaliteit.

## Profs Cup

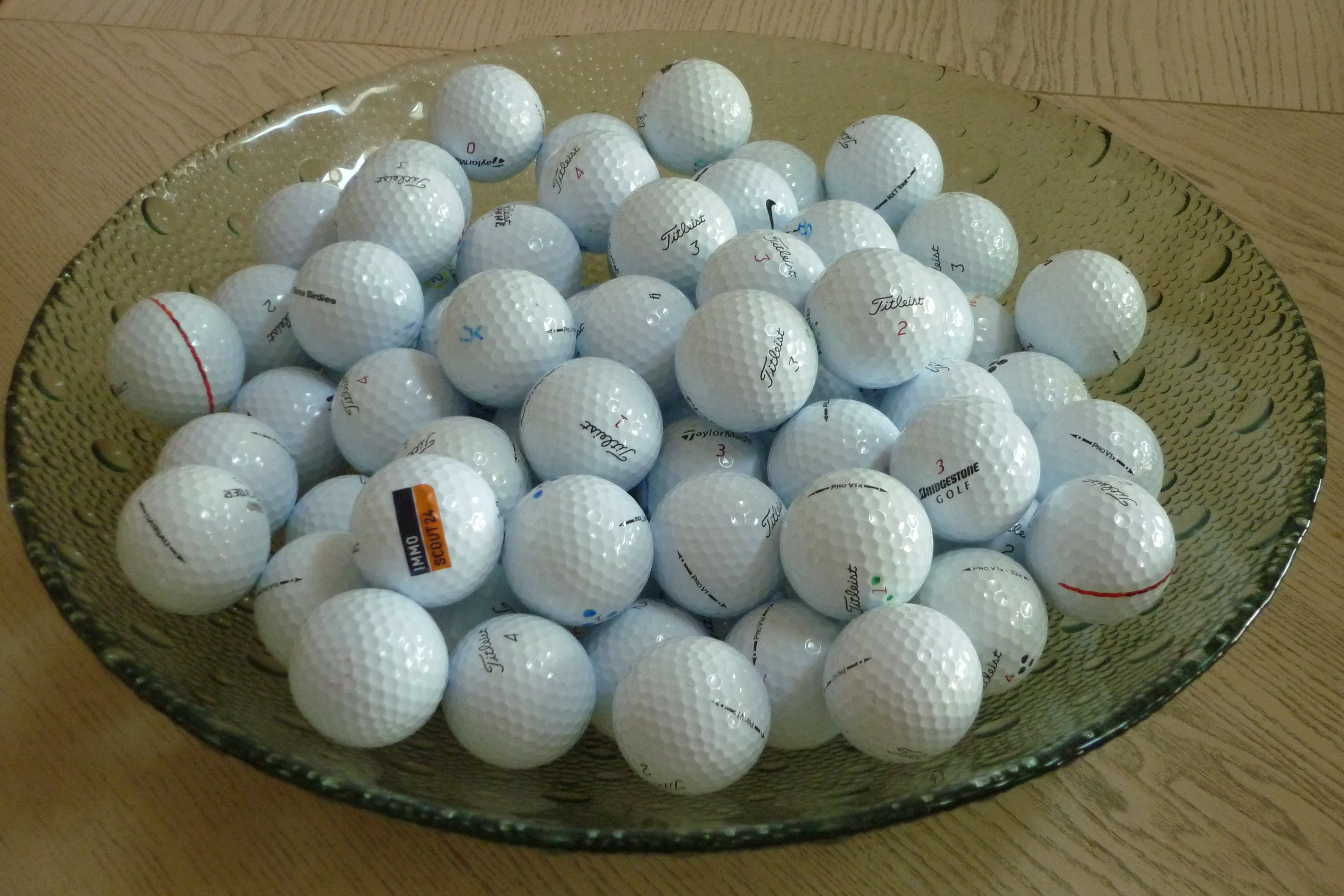

In 1954 bood de NPGA ter gelegenheid van de 25ste keer dat de Twente Cup gespeeld werd, een beker aan voor een toernooi tegen par dat kort voor de Twente Cup gespeeld wordt. Alle spelers die de Twente Cup spelen doen een golfbal in een bak. De ballen die de deelnemers ingelegd hebben gaan naar de winnaar van de Profs Cup. In 2010 waren dat honderd ballen.

## Winnaarsgalerij

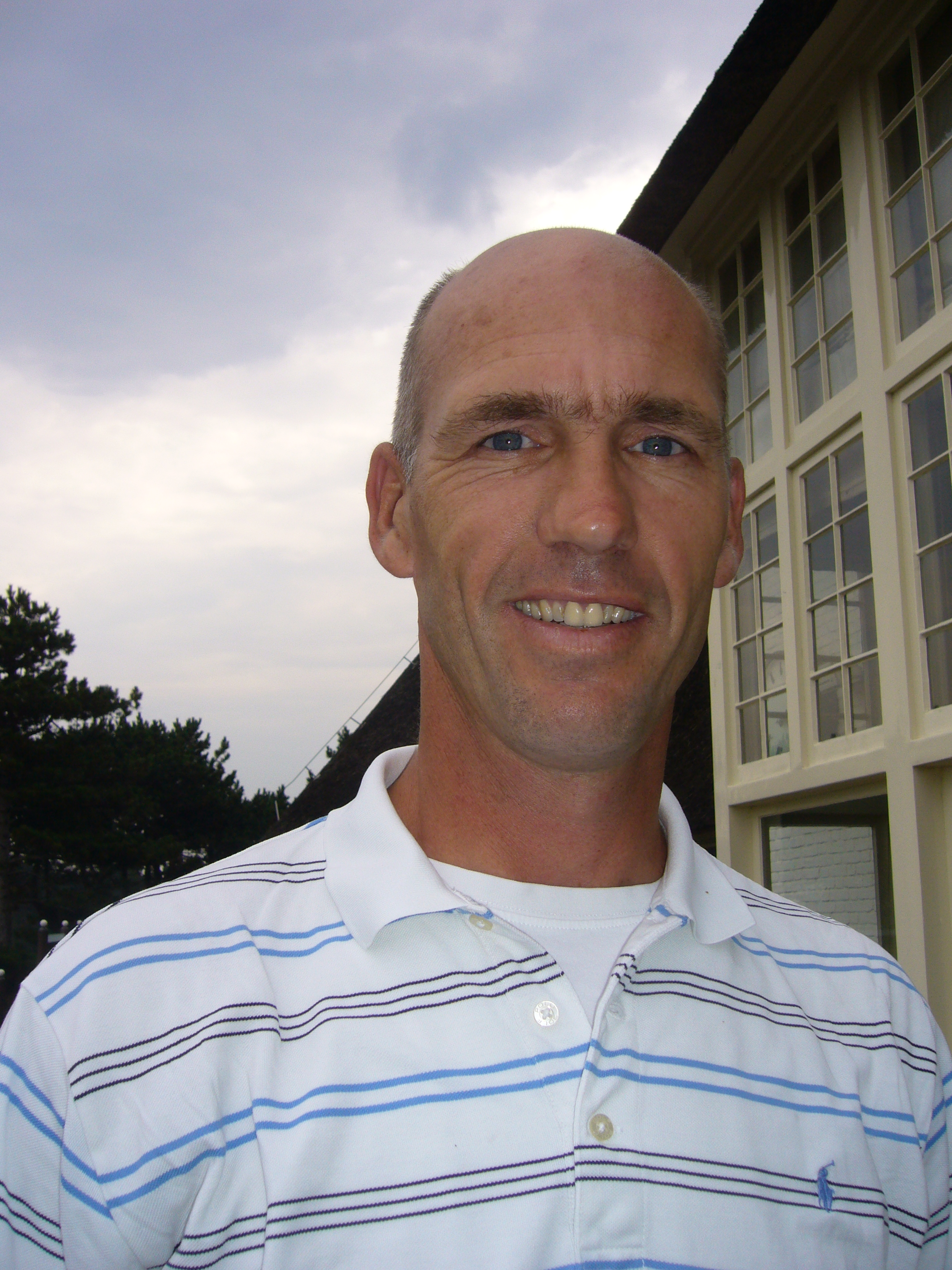
1993, 1996 Mark Metgod
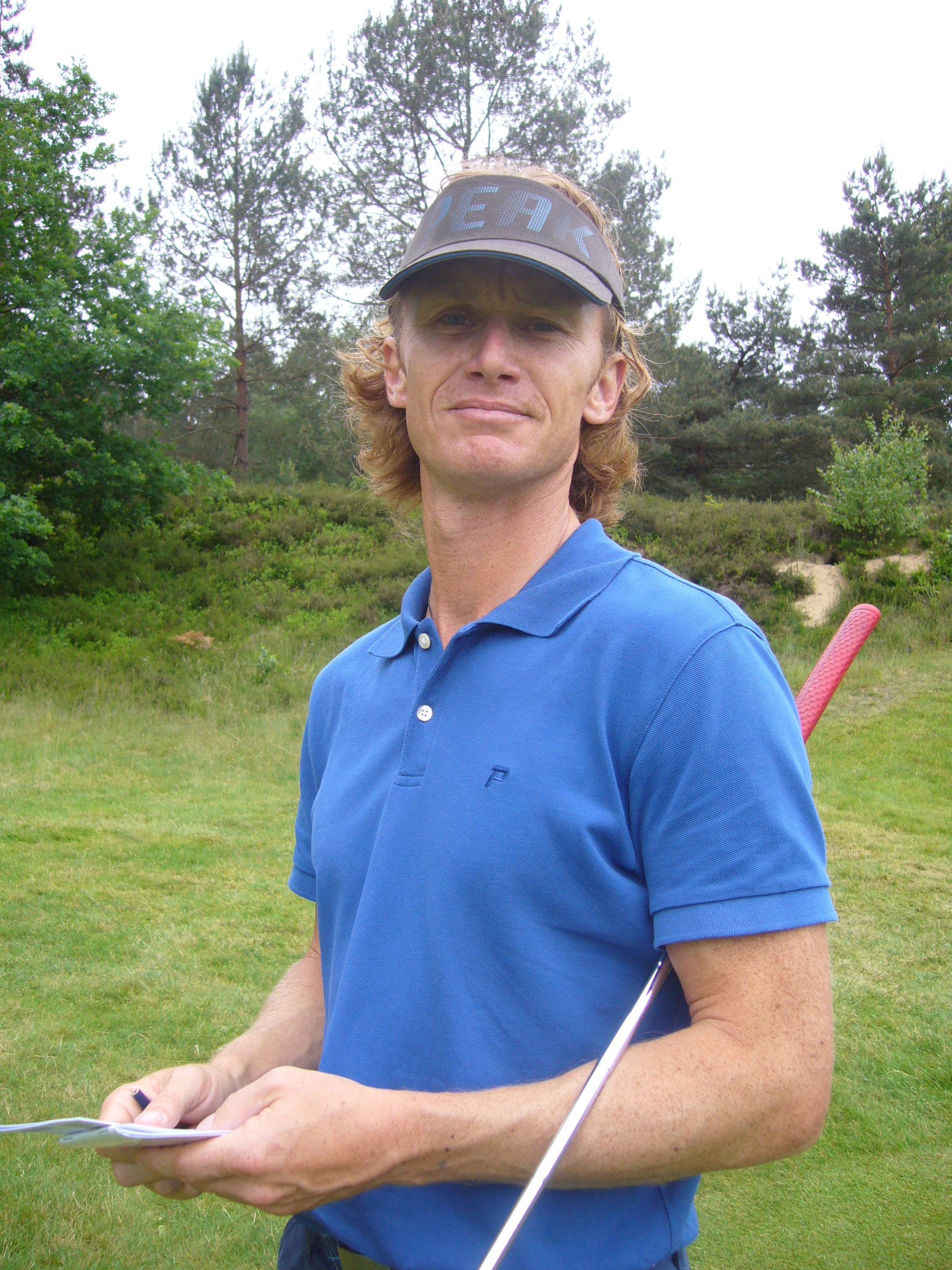
1995, 2003 Ruben Wechgelaer
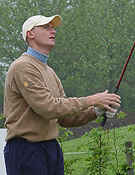
1998, 2002 Joost Steenkamer
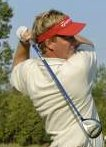
2004 Dajs Bos
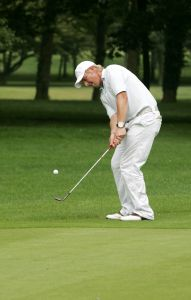
2005, 2007 Mark Reynolds
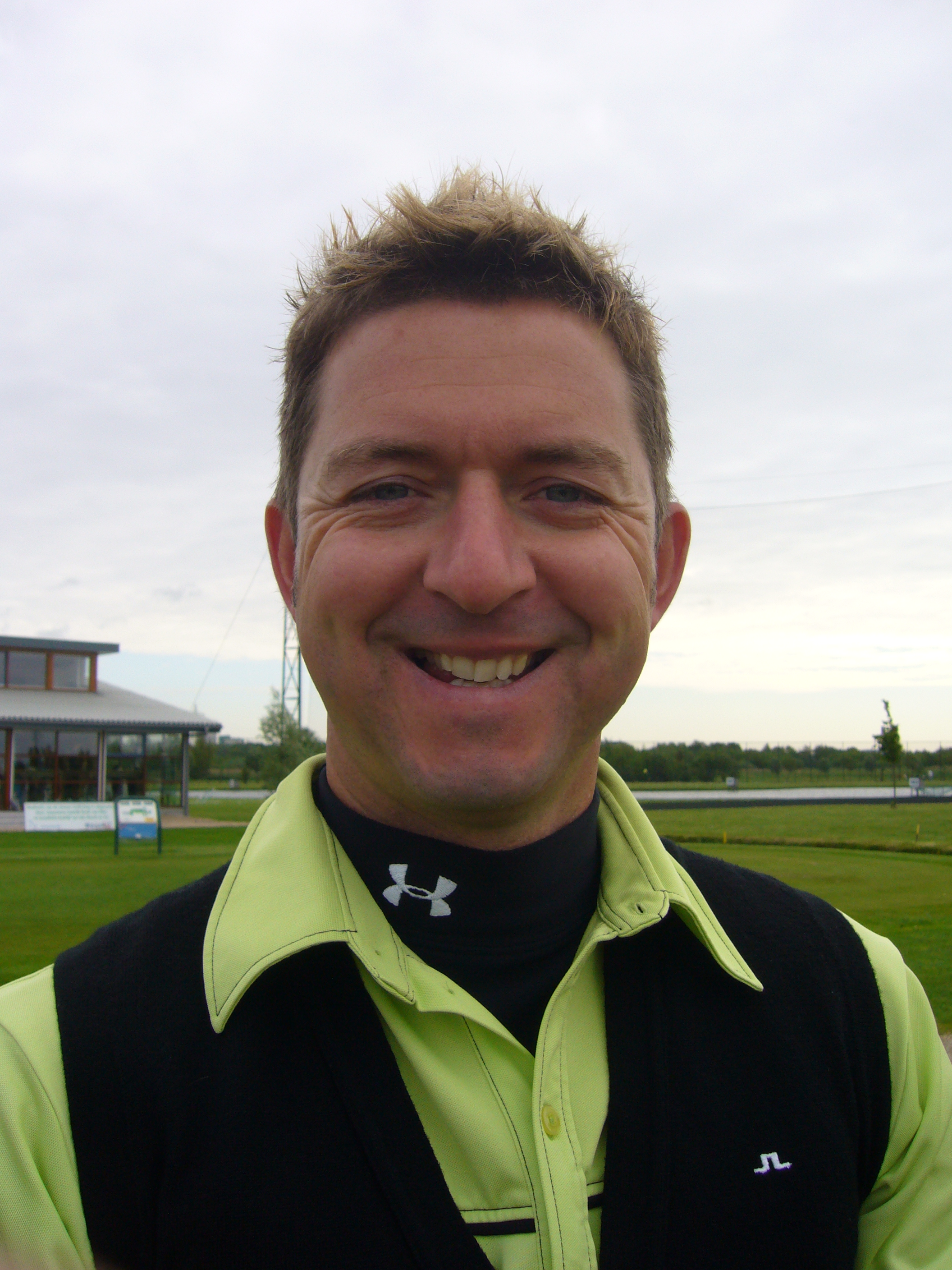
2006 Niels Kraaij
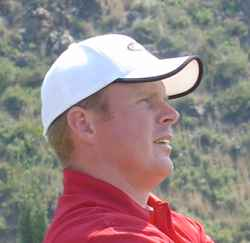
2008 John Boerdonk
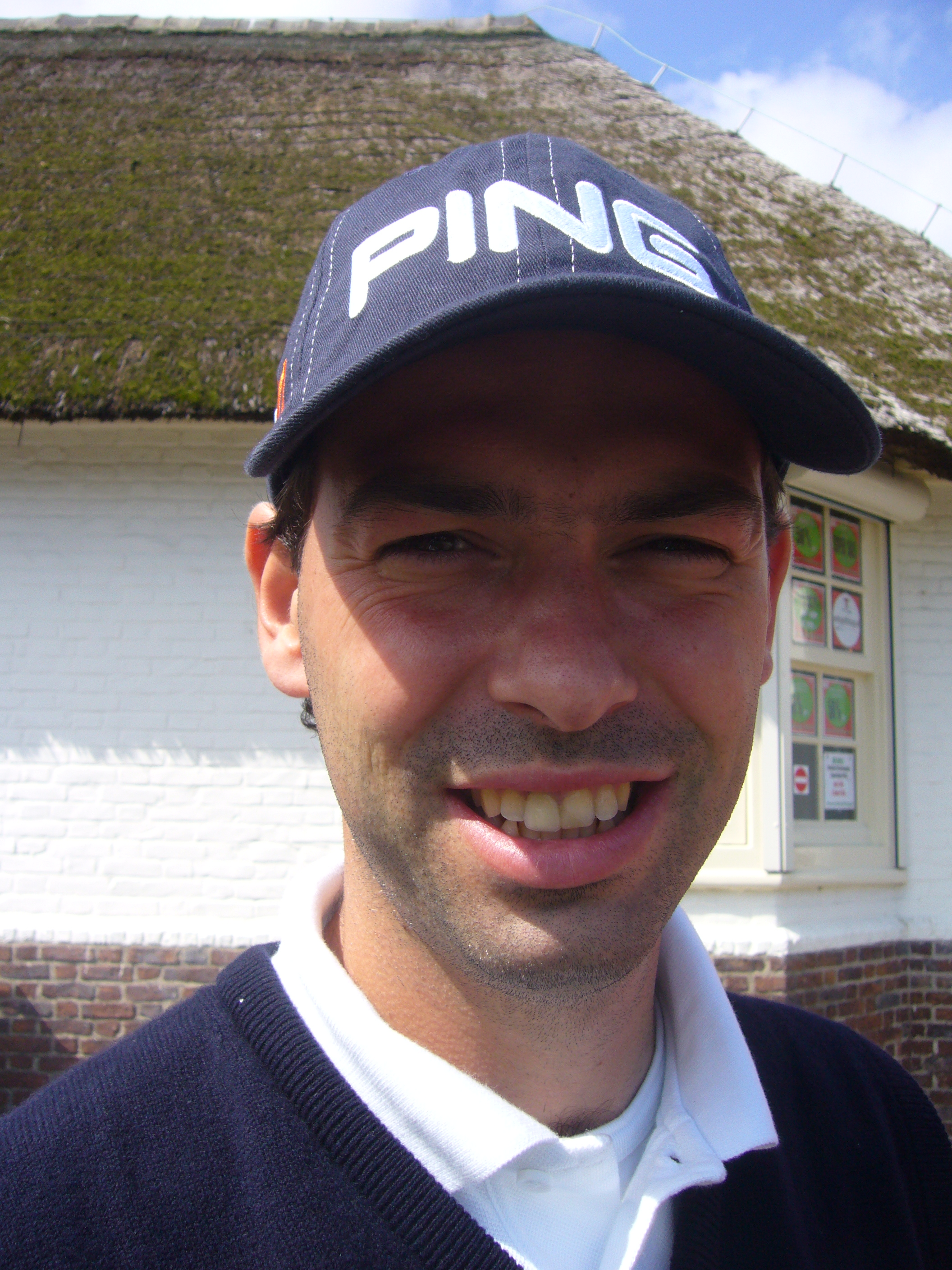
2009 Alain Ruiz Fonhof
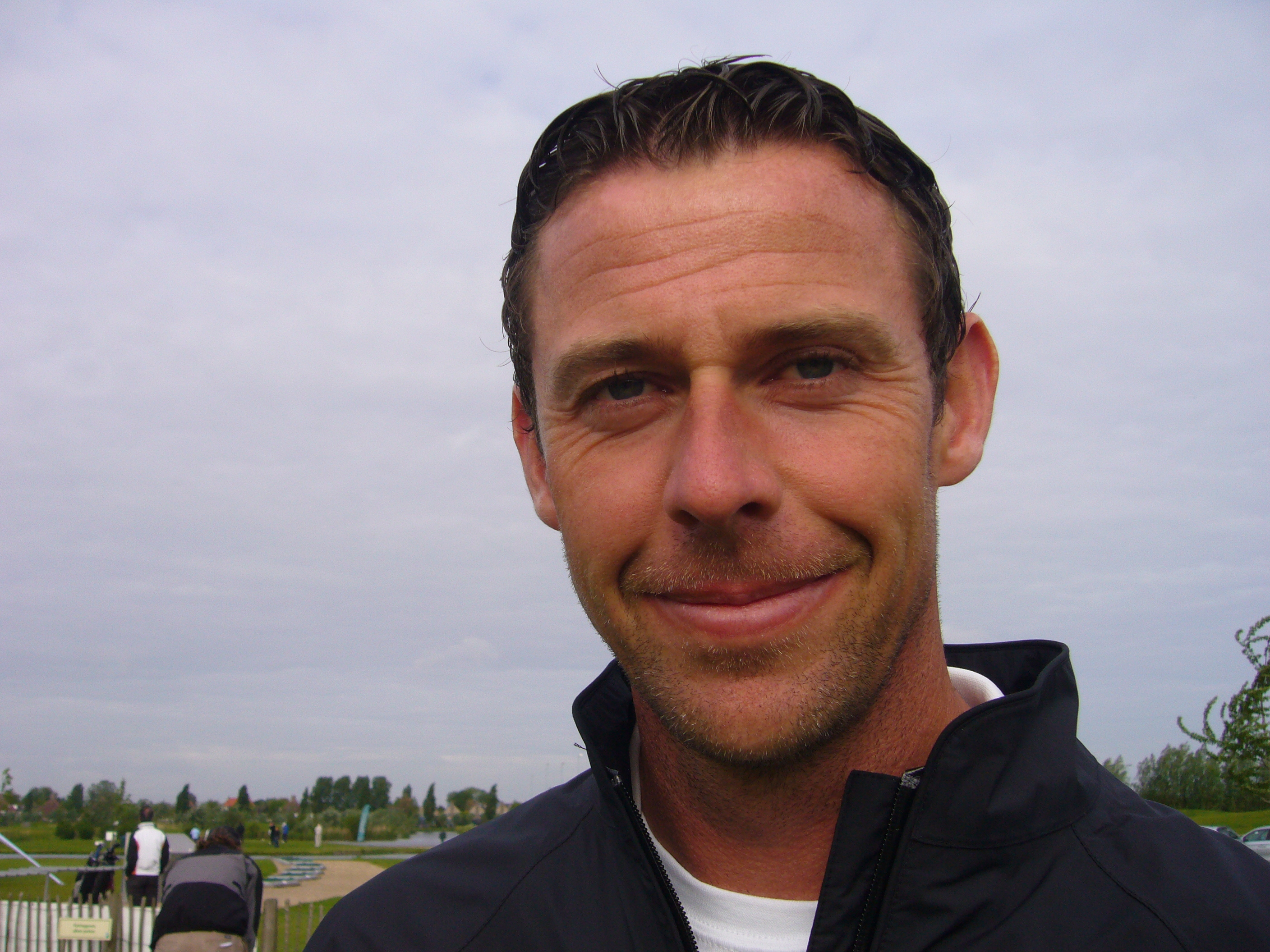
2010 Ben Collier
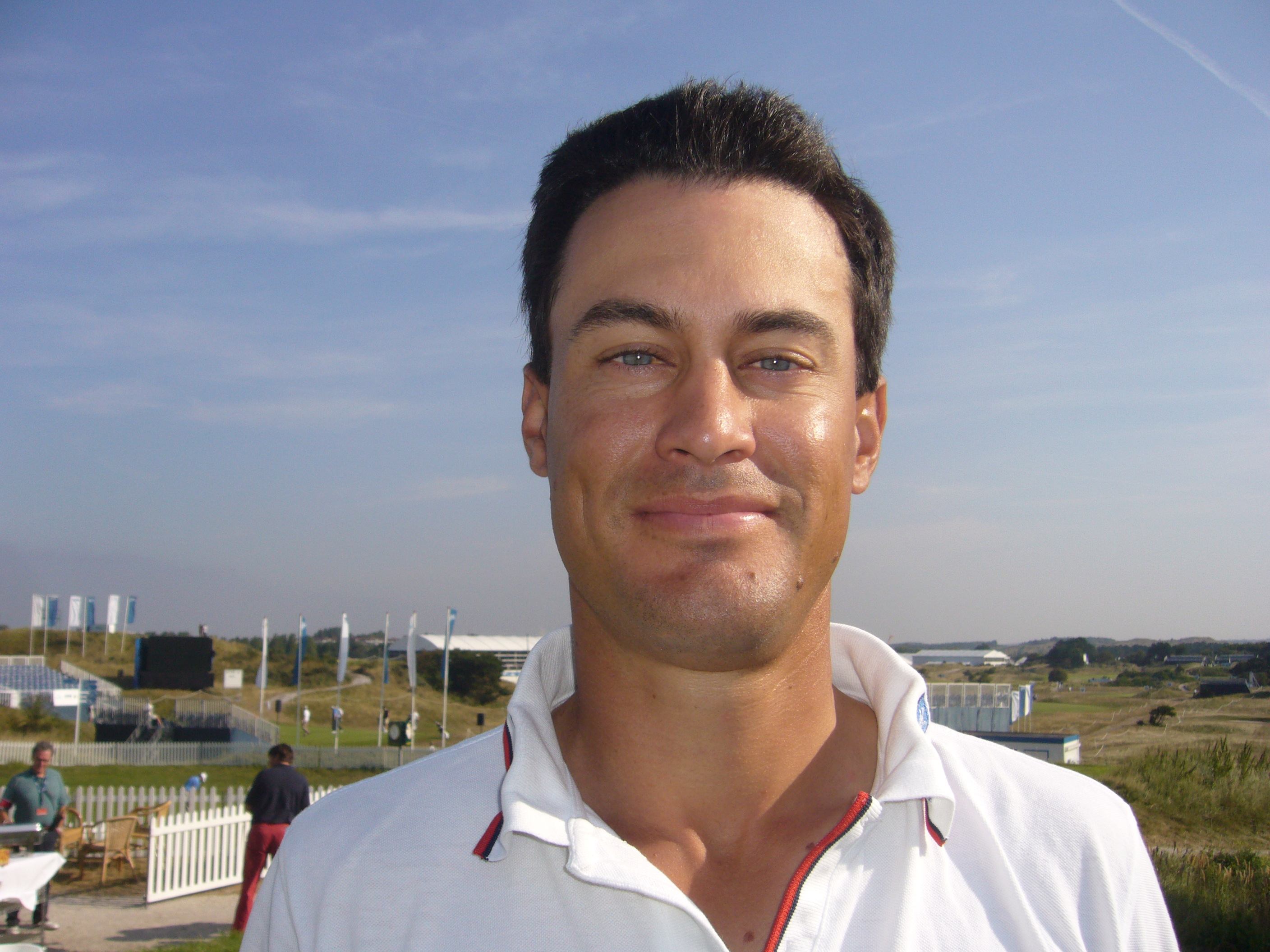
2011, 2014, 2017 Inder van Weerelt
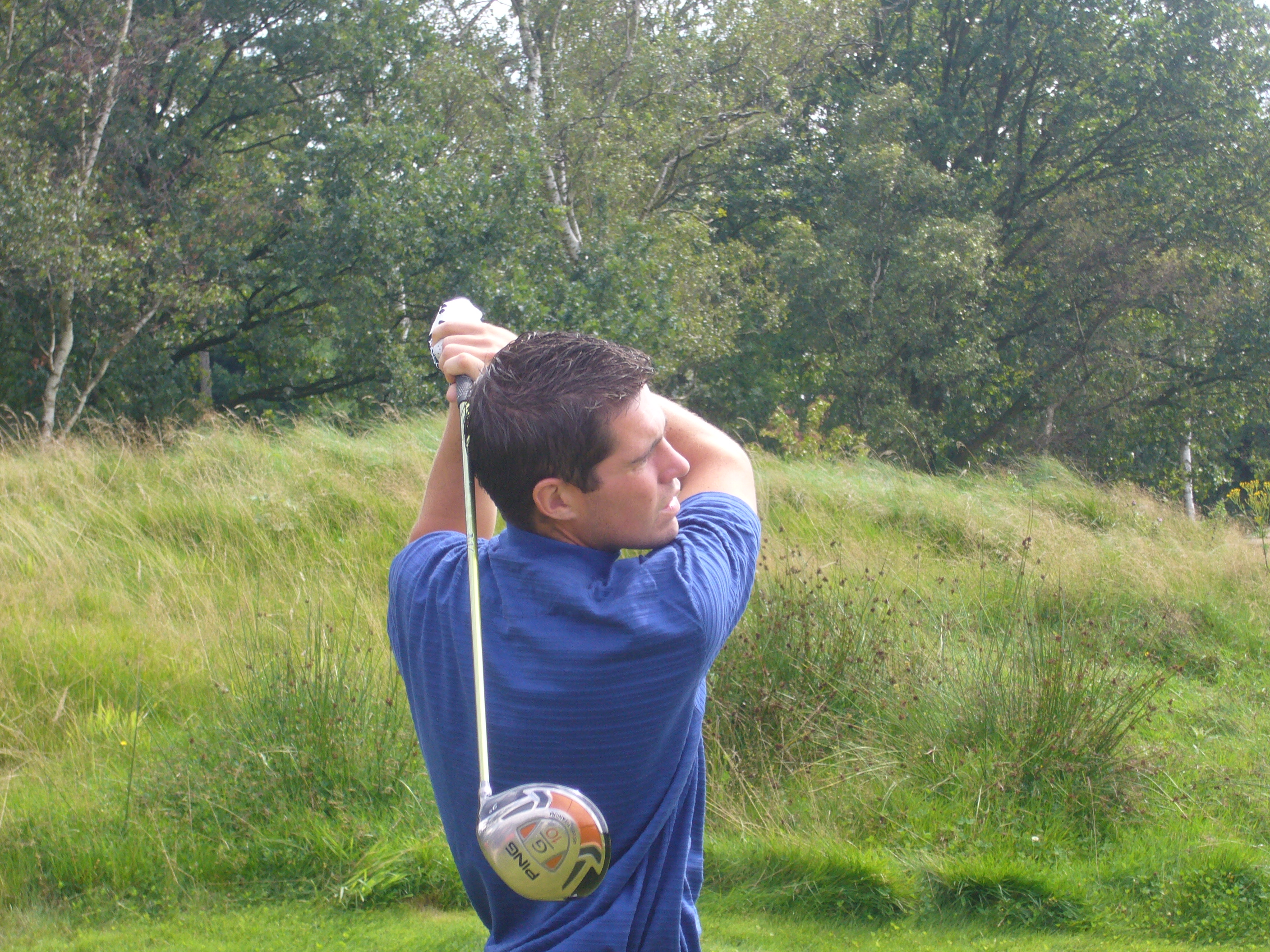
2012 Richard Kind
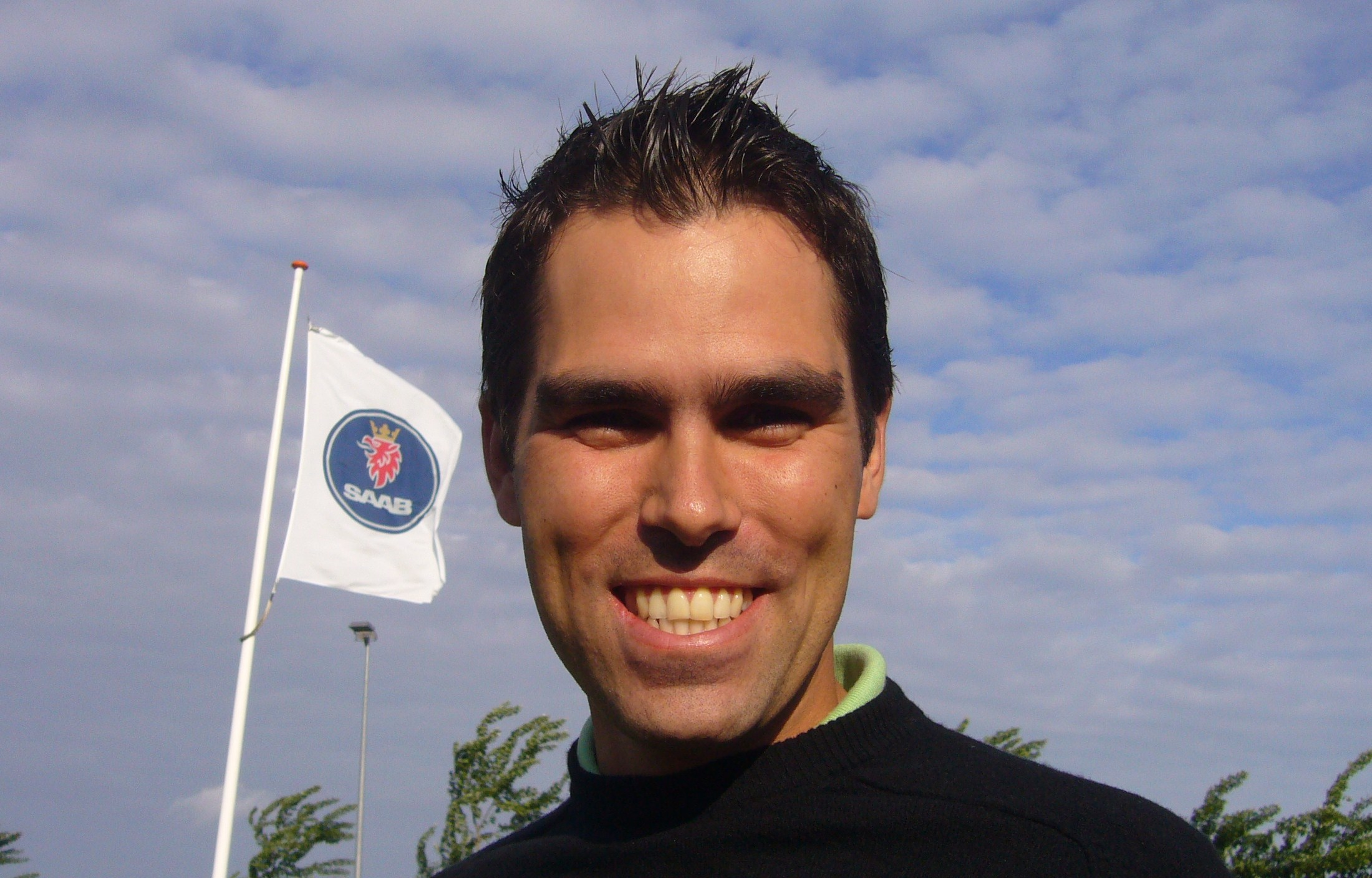
2013 Xavier Ruiz Fonhof
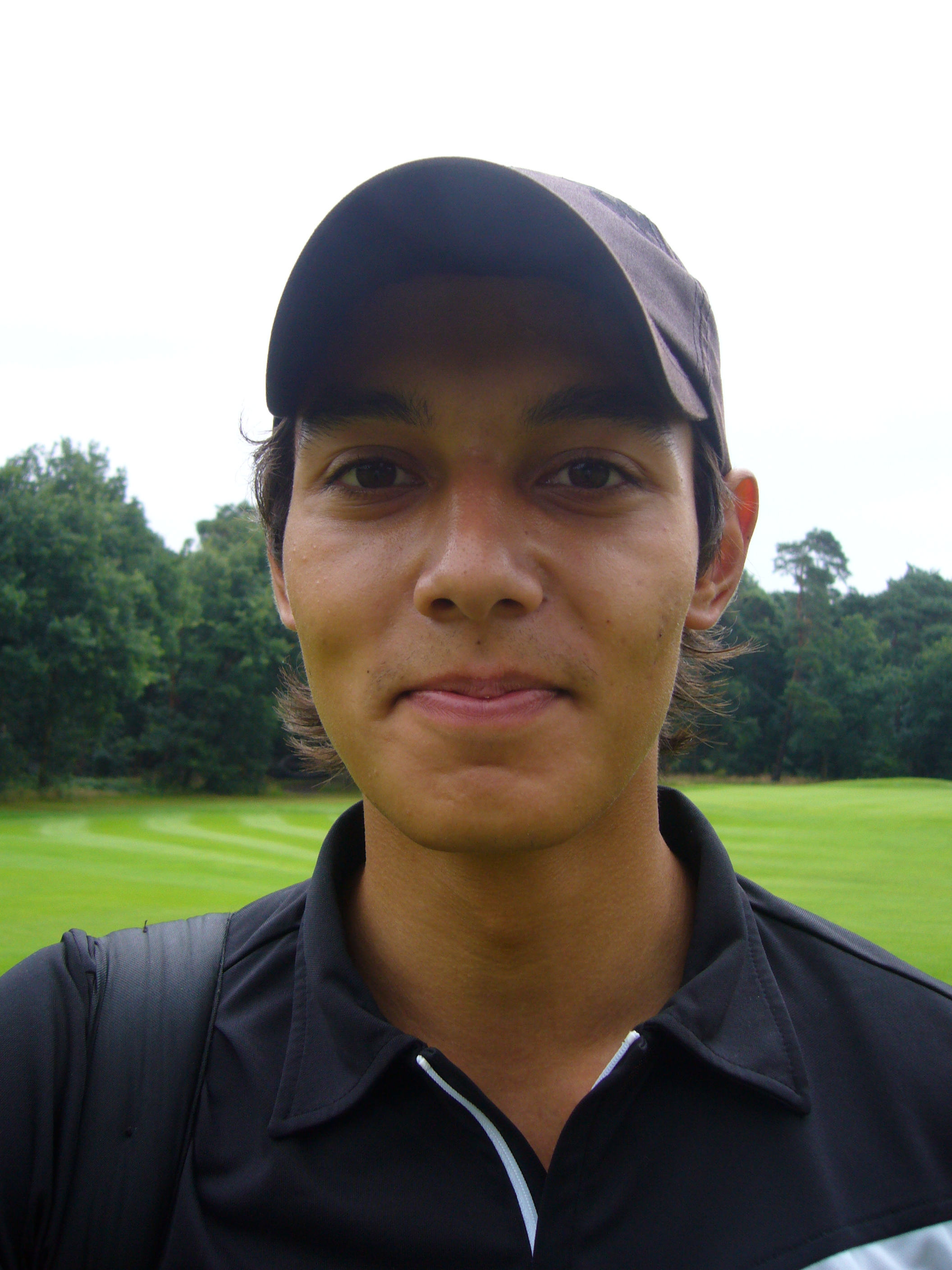
2016 David v.d. Dungen

1929 ·
1930 ·
1931 ·
1932 ·
1933 ·
1934 ·
1935 ·
1936 ·
1937 ·
1938 ·
1939 ·
1940 ·
1941 ·
1942 ·
1943 ·
1944 ·
1946 ·
1947 ·
1948 ·
1949 ·
1950 ·
1951 ·
1952 ·
1953 ·
1954 ·
1955 ·
1956 ·
1957 ·
1958 ·
1959 ·
1960 ·
1961 ·
1962 ·
1963 ·
1964 ·
1965 ·
1966 ·
1967 ·
1968 ·
1969 ·
1970 ·
1971 ·
1972 ·
1973 ·
1974 ·
1975 ·
1976 ·
1977 ·
1978 ·
1979 ·
1980 ·
1981 ·
1982 ·
1983 ·
1984 ·
1985 ·
1986 ·
1987 ·
1988 ·
1989 ·
1990 ·
1991 ·
1992 ·
1993 ·
1994 ·
1995 ·
1996 ·
1997 ·
1998 ·
1999 ·
2000 ·
2001 ·
2002 ·
2003 ·
2004 ·
2005 ·
2006 ·
2007 ·
2008 ·
2009 ·
2010 ·
2011 ·
2012 ·
2013